# Mycobacterium brisbanense
Mycobacterium brisbanense là một thành viên của phức hợp biovariant Mycobacterium fortuitum thứ ba. Chúng đang phát triển nhanh chóng khắp các môi trường mà thường sống trong đất, bụi và nước. Những sinh vật này thường là tác nhân gây bệnh gây ra một loạt các bệnh đáng kể về mặt lâm sàng. Điều quan trọng là các học viên phải nhận thức được các sinh vật này là các tác nhân gây bệnh có thể, vì chúng có khả năng chống lại hầu hết các thuốc chống lao hàng đầu tiên.
•	Từ nguyên : brisbanense, liên quan đến Brisbane, Queensland, Australia, nguồn gốc của chủng loại.

## Kính hiển vi
•	Các sinh vật này là vi khuẩn có tính kháng axit, Gram dương, trực khuẩn thay đổi hình dạng. Các dạng sợi dài thường được quan sát thấy, nhưng bào tử và nang vắng mặt.

## Đặc điểm khuẩn lạc
•	Các khuẩn lạc có chất nhầy, lồi, tròn, có viền toàn bộ và không biểu hiện sợi nấm.
•	Các khuẩn lạc có màu trắng và có đường kính nhỏ (khoảng 1 mm) sau khi ủ trên thạch truyền tim với 5% (v / v) máu thỏ trong 2 ngày ở 35 °C.

## Sinh lý học
•	Sự tăng trưởng xảy ra trên môi trường Löwenstein – Jensen ở 35 °C trong vòng chưa đầy 7 ngày, nhưng tăng trưởng không xảy ra ở 42 °C.
•	Sự tăng trưởng xảy ra trên 5% NaCl và trên môi trường MacConkey không có tinh thể tím ở 28 °C.
•	Hoạt tính Arylsulfatase trong 3 ngày, sử dụng acetamide, làm giảm nitrat, tạo ra urease và cho thấy sự hấp thu sắt.
•	Nó không sử dụng citrate hoặc phát triển trong lysozyme. Hoạt tính catalaza bán định lượng dương tính yếu (<45 mm).
•	Nó không sử dụng citrate, phát triển trong lysozyme hoặc sản xuất catalase chịu nhiệt.

## Đặc điểm khác biệt
•	Hàng xóm phát sinh loài gần nhất, theo sự tương đồng về trình tự gen 16S rRNA, là Mycobacterium diernhoferi ATCC 19340T.

## Sinh bệnh học
•	Nhiễm trùng báo cáo bao gồm áp xe da và mô mềm với viêm tủy xương kết hợp, nhiễm khuẩn huyết, viêm nội tâm mạc, viêm giác mạc, viêm hạch, viêm phúc mạc, nhiễm trùng sau phẫu thuật, nhiễm trùng phổi và bệnh truyền nhiễm. Sự tham gia của hệ thần kinh trung ương là rất hiếm, nhưng viêm màng não có thể phát triển sau chấn thương hoặc phẫu thuật. Bệnh nhân suy giảm miễn dịch có nguy cơ đặc biệt phát triển các bệnh nghiêm trọng, đặc biệt là nhiễm trùng đường hô hấp có nhiễm khuẩn huyết.